# 2012年夏季奥林匹克运动会喀麦隆代表团
2012年夏季奥林匹克运动会喀麥隆代表团參加2012年7月27日至8月12日在英國倫敦舉行的2012年夏季奧林匹克運動會。這是該國第十三次出戰夏季奧運。

## 奖牌得主
| 奖牌 | 运动员          | 项目 | 赛事         | 日期   |
| ---- | --------------- | ---- | ------------ | ------ |
| 銅牌 | 玛迪亚斯·恩泽索 | 舉重 | 女子75公斤級 | 8月3日 |